# Horacio Quiroga
Horacio Silvestre Quiroga Forteza, född 31 december 1878 i Salto, Uruguay, död 19 februari 1937 i Buenos Aires, var en uruguayansk-argentinsk dramatiker, poet och novellförfattare.
Han skrev berättelser i djungelmiljö, varvid det övernaturliga och bisarra användes för att visa människors och djurs kamp för överlevnad. Han utmärkte sig också genom att skildra psykisk sjukdom och hallucinatoriska tillstånd. Hans inflytande framträder exempelvis i latinamerikansk magisk realism hos Gabriel García Márquez och postmodern surrealism av Julio Cortázar.

## Biografi

### Uppväxt
Horacio Quiroga föddes 1878 som sjätte barn och andra son till Prudencio Quiroga och Pastora Forteza. Vid tiden för hans födelse arbetade hans far sedan 18 år som föreståndare för argentinska vicekonsulatet. Innan sonen blivit två och en halv månader gammal råkade fadern av misstag avlossa en pistol som han bar i handen och dog därav. Horacio Quiroga döptes cirka tre månader senare i hemförsamlingen.

### Utbildning och resor

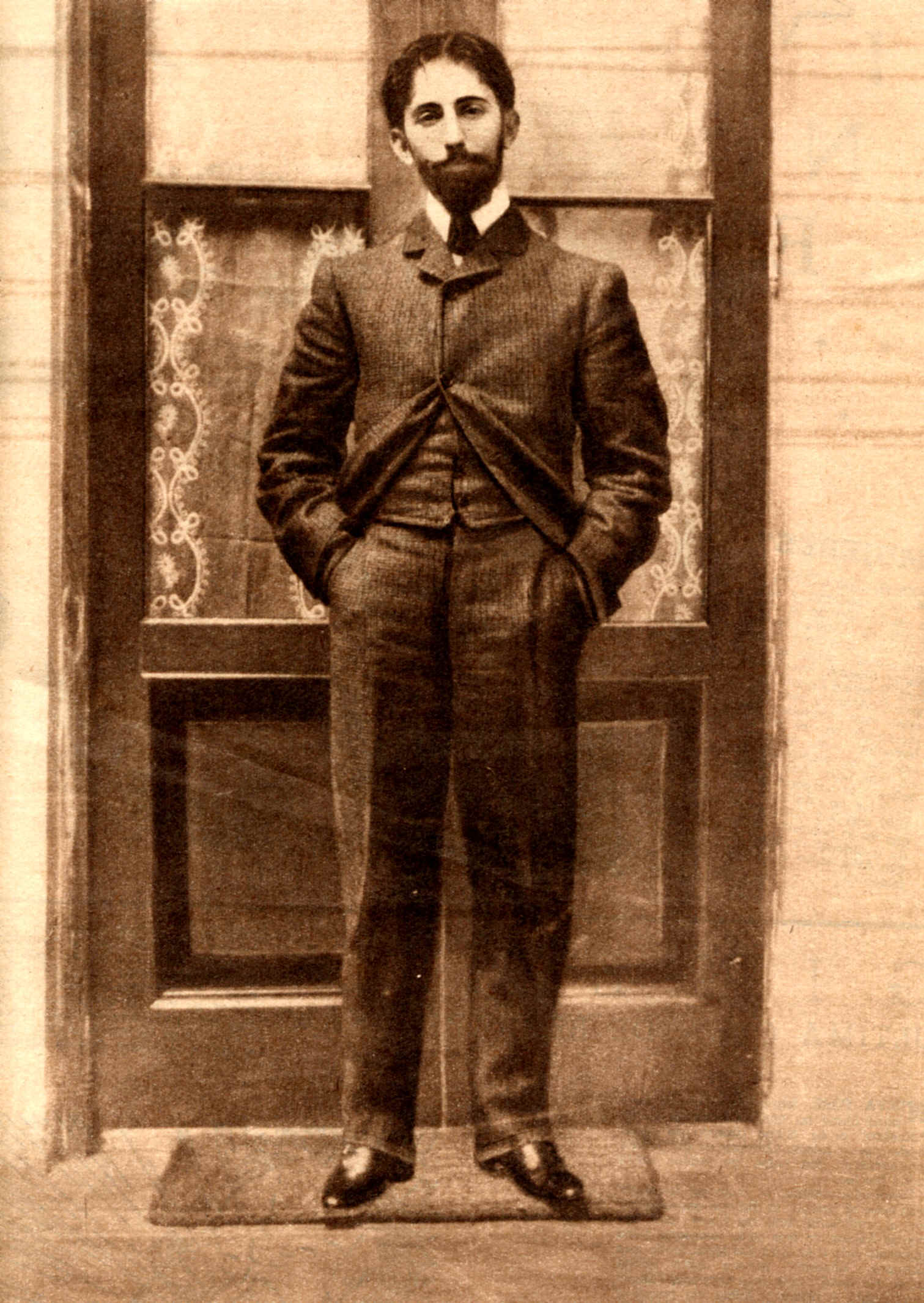
Quiroga 1897.

Quiroga slutade skolan i Montevideo och studerade därefter vid Uruguays nationalkollegium och vid Instituto Politécnico de Montevideo. Han visade sig ha många olika intressen, såsom litteratur, kemi, fotografi, mekanik och livet på landet. Han grundade också en cyklistförening i Salto. Under denna tid arbetade han i en verkstad. Under påverkan av ägarens son blev han intresserad av filosofi. Han beskrev denne som en "den materialistiska filosofins ärlige och passionerade soldat".
Vid 22 års ålder gjorde Quiroga sina första poetiska lärospån samt upptäckte då Leopoldo Lugones och Edgar Allan Poes poesi. (Han skulle omsider få Lugones till god vän.) Upptäckten av dessa författare fick honom att själv börja skriva i olika genrer och stilar: senromantik, symbolism och modernism. Beväpnad med denna bakgrund började han snart att publicera sina dikter i hemstaden. När han så fortsatte att studera samt arbeta med publikationer, förbättrade han sin stil och blev känd.
Under en karneval 1898 mötte han sin första kärlek, Mary Esther Jurkovski, som skulle inspirera till två av hans viktigaste verk: De slaktade (1920) och En kärlekstid. Missförstånd orsakade av den unga flickans föräldrar, som ogillade förhållandet eftersom Quiroga inte var jude, kulminerade i en kris och föräldrarna åtskilde dem.
Han grundade 1899 en tidskrift kallad Revista de Saldo i sin hemstad. Samma år begick hans styvfar självmord genom att skjuta sig, varvid Quiroga hittade kroppen. Därefter for han på en fyra månaders resa till Paris bekostad av pengar han ärvt. Resan blev misslyckad, varför han återvände sorgsen och håglös.

### Den glada vetenskapens konsistorium samt tidiga verk
Återkommen till hemlandet samlade Quiroga sina vänner Federico Ferrando, Alberto Brignole, July Jaureche, Fernández Saldaña, José Hasda och Asdrúbal Delgado, och med dem grundade han "Consistorio del Gay Saber" (Den glada vetenskapens konsistorium), en litterär arbetsgrupp för vännernas experimentella skriverier där de fann nya sätt att uttrycka sig själva och sina modernistiska mål. År 1901 hade Quiroga publicerat sin första bok, Los Arrecifes de Coral (”Korallreven”), men denna prestation överskuggades av två dödsfall; hans båda bröder, Prudencio och Pastora, avled i Gran Chaco i tyfoidfeber. Det ödesdigra året 1901 hade ännu en hemsk överraskning för författaren: hans vän Federico Ferrando hade fått dåliga recensioner av journalisten Germain Papini och utmanade därför denne på duell. Quiroga, orolig för Ferrandos säkerhet, erbjöd sig att kontrollera och rengöra pistolen som skulle användas. Under vapensynen råkade han av misstag avfyra ett skott som träffade Ferrando i munnen, vilket dödade vännen omedelbart. När polisen anlände greps Quiroga, förhördes och fängslades. Polisen undersökte dock de olyckliga omständigheterna kring dråpet och ansåg händelsen oavsiktlig; man släppte Quiroga efter fyra dagars frihetsberövande. Han förklarades omsider oskyldig. Plågad av sorg och skuld  upplöste Quiroga ”konsistoriet” och överflyttade från Uruguay till Argentina på permanent basis. Han korsade Río de la Plata år 1902 och bosatte sig hos María, en av hans systrar. Först i Buenos Aires nådde konstnären en yrkesmässig mognad, som skulle kulminera under hans vistelse i djungeln. Dessutom förde hans syster honom över till läraryrket och hittade en tjänst åt honom. Han skrev i mars 1903, vid British School of Buenos Aires, berättelsen El hijo.

### Från Gran Chaco tillbaka till Buenos Aires
Quiroga, redan en erfaren fotograf, skulle i juni samma år medfölja författaren Leopoldo Lugones på en expedition till Gran Chaco finansierad av undervisningsministeriet; den berömde argentinske poeten ämnade där undersöka några ruiner efter jesuitiska missionsstationer i provinsen. Djungelmissionen gjorde djupt intryck på Quiroga för hela hans kommande liv. Han tillbringade sex månader där och köpte med sista återstoden av sitt arv (sjutusen pesos) ett stycke odlingsmark för bomull i Gran Chaco, sju kilometer från Resistencia, med Río Saladito strax intill. Odlingsprojektet misslyckades, på grund av problem med hans lokala arbetare, men Quirogas författarskap drog nytta av denna nya kunskap om allmogen och landsbygdskulturen; miljön förändrade hans stil permanent. Återkommen till Buenos Aires återupptog Quiroga novellskrivandet med passion och energi. År 1904 publicerade han en samling berättelser kallad En annans brott, vari Edgar Allan Poe starkt påverkat hans stil. Quiroga uppskattade dessa tidiga jämförelser med Poe, och intill slutet av sitt liv skulle han ofta säga att Poe var hans första och viktigaste läromästare.
Quiroga arbetade under de närmaste två åren på en mängd olika berättelser, många skildrade landsbygdens skräckupplevelser, men andra var tjusande berättelser för barn. Under denna tid skrev han sin magnifika skräckhistoria Kudden med fjädrar. Den publicerades 1907 av en känd tidskrift i Argentina, Caras y Caretas, som därefter tryckte ytterligare åtta av hans berättelser samma år. Strax efter att den publicerades, blev Quiroga känd på allvar och hans skrifter efterfrågades ivrigt av tusentals läsare.

### Kärleken och djungeln
År 1906 beslöt Quiroga att återvända till djungeln Under en tid då regeringen ville locka bosättare dit köpte Quiroga en gård (tillsammans med kompanjonen Vincent Gozalbo) på 185 hektar i provinsen Misiones, utmed Övre Paraná, och började göra förberedelser; under tiden undervisade han i närheten i spanska och litteratur. Han flyttade vintern 1908 in vid gården. 
Quiroga blev kär i en av sina tonåriga elever, Ana María Cires, som han skulle tillägna sin första roman Historien om oroad kärlek. Quiroga fortsatte relationen trots motstånd från flickans föräldrar; omsider fick han dock deras tillåtelse att gifta sig med henne samt leva i djungeln med henne. Quirogas svärföräldrar var oroade över riskerna med att leva i Misiones, en vild region; därför beslutade de att själva medfölja dottern och svärsonen, och bosatte sig nära för att hjälpa dem. År 1911 födde Ana María parets första barn i deras djungelhem. Eglé Quiroga blev dotterns namn. Samma år började författaren bedriva jordbruk tillsammans med sin uruguayiske vän och kollega, Vicente Gozalbo, samt utsågs även till fredsdomare. Folkbokföringen i San Ignacio sköttes därefter av honom. Tjänsten visade sig olämplig för Quiroga som var glömsk, oorganiserad och slarvig. Han tog för vana att anteckna dödsfall, äktenskap och födslar på små pappersbitar vilka ”arkiverades” i en kakburk av tenn. Senare fick en figur i en av hans berättelser liknande drag. Ana María födde en son, Darío, följande år. Quiroga beslutade att han personligen skulle ombesörja deras skolning och krävde att varje liten detalj gjordes enligt hans krav. Från tidig ålder vandes barnen vid bergen och djungeln. Quiroga utsatte dem för faror för att de skulle kunna klara sig själva och behärska alla situationer. 
Mellan 1912 och 1915 gjorde författaren, som redan hade erfarenhet som bomullsbonde och herbalist, ett försök att utöka jordbruket och maximalt utnyttja naturresurserna på deras mark. Han började destillera apelsiner, producera kol och harts, jämte många andra liknande aktiviteter. Samtidigt uppfödde han boskap, tämjde vilda djur, jagade och fiskade. Litteraturen var dock alltjämt hans livs passion. I tidskriften Fray Mocho de Buenos Aires publicerade Quiroga många berättelser, vilka ofta utspelade sig i djungeln och vars figurer blev så naturliga att de verkade äkta.
Men Quirogas hustru var inte lycklig. Även om hon hade anpassat sig till livet i djungeln var relationen mellan makarna disharmonisk, vilket ledde till att hon blev allvarligt deprimerad. Efter ett våldsamt gräl intog hon en dödlig dos av sublimado (kvicksilverklorid) och hon hade fruktansvärda plågor under åtta dagar innan hon slutligen, den 14 december 1915, dog i makens armar. Barnen var då fem respektive fyra år.

### Buenos Aires
Efter hustruns död avreste Quiroga mot Buenos Aires med sina barn, där han blev revisor vid uruguayiska konsulatet tack vare några vänner. Under hela året 1917 bodde Quiroga i en källare med sina barn på Avenida Canning, där han varvade sitt konsulära arbete med att inrätta ett hemmakontor och arbeta på många berättelser, som publicerades i ansedda tidskrifter. Quiroga samlade flertalet noveller i några böcker, varav den första (1917) var Sagor om kärlek, om vanvett och död. Volymen blev genast en succé hos både publik och kritiker, varvid Quiroga befäste sitt anseende som den latinamerikanska novellens mästare.
Följande år han bosatte sig i en liten lägenhet på calle Agüero, medan han publicerade Berättelser från urskogen (1918, en samling berättelser för barn som skildrar djur i Misiones’ regnskogar). Quiroga tillägnade sina barn boken, som följt honom under denna svåra period av fattigdom i den fuktiga källaren. Vid denna tid, samt under några ytterligare år då författaren bodde i Buenos Aires, umgicks han nära med skaldinnan Alfonsina Storni och hade möjligen en mera romantisk relation med henne.
Året 1919 blev gynnsamt för Quiroga, med två större befordringar i den konsulära tjänsten och publiceringen av novellsamlingen Ödemarken. Ispirerad av sitt tidigare ”konsistorium” grundade Quiroga 1920 föreningen Anaconda, en grupp intellektuella, i Argentina och Uruguay, som bedrev kulturella aktiviteter. Hans enda teaterstycke, De slaktade, publicerades 1920 och sattes upp 1921, när även novellsamlingen Anaconda släpptes. Den ansedda argentinska tidningen La Nación började också publicera hans berättelser, som vid det här laget redan nått imponerande popularitet. Mellan 1922 och 1924 var Quiroga sekreterare i en kulturbeskickning till Brasilien, varvid han också publicerade sin novellsamling Ödemarken.
Ett tag ägnades sig författaren åt filmkritik i en tidning. Han skrev också manus till en spelfilm (”Flotten i Florida”) som dock aldrig spelades in. Kort därefter inbjöds han av ryska investerare att bilda en filmskola, men detta misslyckades.

### Ny kärlek och några hobbies

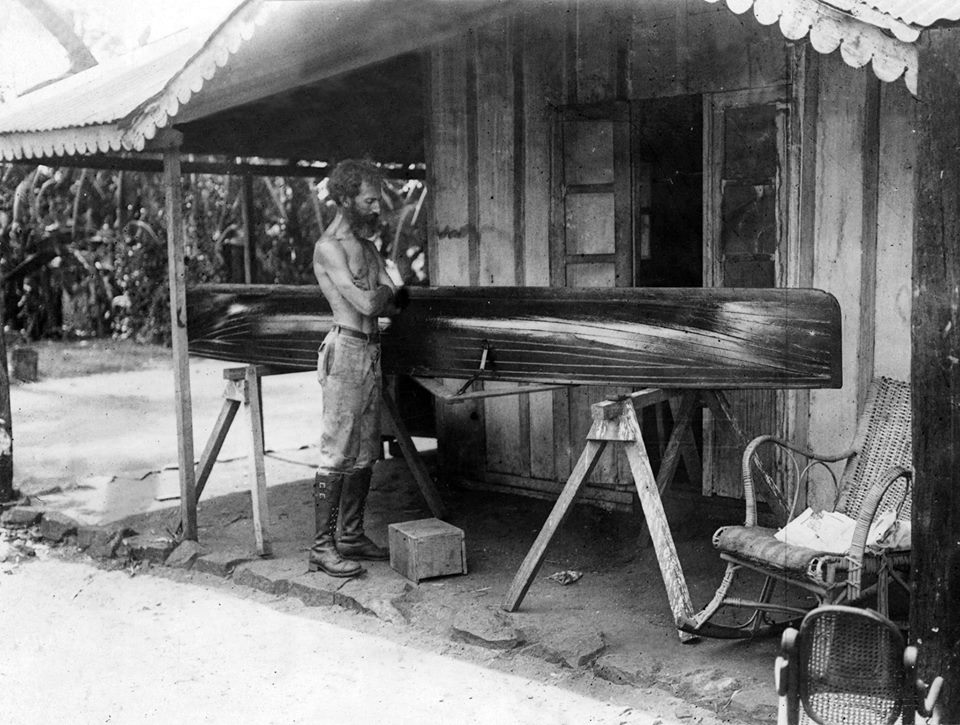
Quiroga reparerar en kanot i San Ignacio, provinsen Misiones, 1926.

Därefter återvände Quiroga till Misiones igen. Han blev ånyo förälskad, denna gång var 22-åringen Ana María Palacio föremålet därför. Han försökte övertala hennes föräldrar att låta henne leva i djungeln med honom. Föräldrarnas ständiga avslag och den därigenom avsvalnade kärleken inspirerade till hans andra (först år 1929 publicerade) roman, ”Förgången kärlek”. Romanen har självbiografiska inslag: nämligen de strategier som han använde för att vinna flickan: exempelvis lämna meddelanden i en urholkad gren, skicka brev skrivna i kod och försöka gräva en lång tunnel till hennes rum inför bortrövande. Slutligen tröttnade föräldrarna på Quirogas försök, samt förde bort henne så att han tvangs avstå sin kärlek.
En båt kallad Gaviota byggdes i verkstaden i hans hus. Hemmet flöt på vattnet och han använde båten vid utfärder från San Ignacio, nedströms till Buenos Aires, och på många flodexpeditioner.
I början av 1926 återvände Quiroga till Buenos Aires och hyrde villa i ett förortsområde. På själva toppen av hans popularitet hyllade en stor bokutgivare honom, tillsammans med tidens andra litterära figurer (Arturo Capdevila, Baldomero Fernández Moreno, Benito Lynch, Juana de Ibarbourou, Armando Donoso, Luis Franco, etc). Såsom klassisk musikälskare gick Quiroga ofta till wagnerska sällskapets konserter. Han läste också outtröttligt tekniska texter: handböcker om mekanik, jämte böcker om konst och fysik.
År 1927 beslöt Quiroga börja uppföda och tämja vilda djur. Han publicerade också ”Exil”, sin nya novellsamling. Men den amoröse konstnären hade redan fått ögonen på sin sista kärlek: María Elena Bravo, en klasskamrat till hans dotter Eglé, som gifte sig med honom det året. Han var 49, hon hade inte fyllt 20 ännu.

### Tillbaka till djungeln
År 1932 bosatte sig Quiroga slutligt i Misiones, där han med hustru och tredje dotter, (María Elena, kallad Pitoca, född 1928, skulle gå i pension. För att kunna göra detta utverkade han ett dekret som överförde hans konsulat till en närliggande stad. Han var besluten att leva stilla i djungeln med familjen. Men på grund av ett regeringsskifte avvisades hans tjänster och han bortkopplades från konsulatet. Quiroga fick än värre problem då hustrun ogillade att leva i djungeln. Trätor och våldsamma diskussioner blev ordning för dagen.
Vid denna tid publicerade han (1935) en novellsamling med titeln Längre bort. Utifrån sitt intresse för verk av Munthe och Ibsen började Quiroga läsa nya författare och genrer. Han planerade även en självbiografi.

### Sjukdom och död
År 1935 började Quiroga uppleva symptom, relaterade till prostatit eller annan sjukdom i prostatan. Med intensifierad smärta och svårigheter att urinera lyckades hustrun övertyga honom att fara till Posadas, där han fick diagnosen prostatahypertrofi. Hans fru och dotter återvände till Buenos Aires, varvid han fick en mental kollaps. När han inte kunde stå emot sjukdomen längre, reste Quiroga till Buenos Aires för behandling. År 1937 visade en förberedande operation att han hade obotlig prostatacancer. María Elena och hans stora vänkrets kom då för att trösta honom. När Quiroga var på akuten, hade han hört att en patient instängd i källaren hade missbildningar liknande den mångomtalade engelske Joseph Merrick, ”elefantmannen”. Av misskund krävde Quiroga att patienten, Vicent Batistessa, skulle befrias från instängdheten och flyttas in i hans eget rum. Som väntat blev Batistessa tacksam. Quiroga ville dö och Batistessa lovade att hjälpa till. Morgonen den 19 februari 1937 drack Quiroga i vännens närvaro ett glas cyanid som dödade honom. Hans kropp begravdes på mark tillhörig Casa del Teatro de la Sociedad Argentina de Escritores (SADE), vars grundare och vice vd han varit, men kvarlevorna skickades senare åter till hemlandet.

## Verk

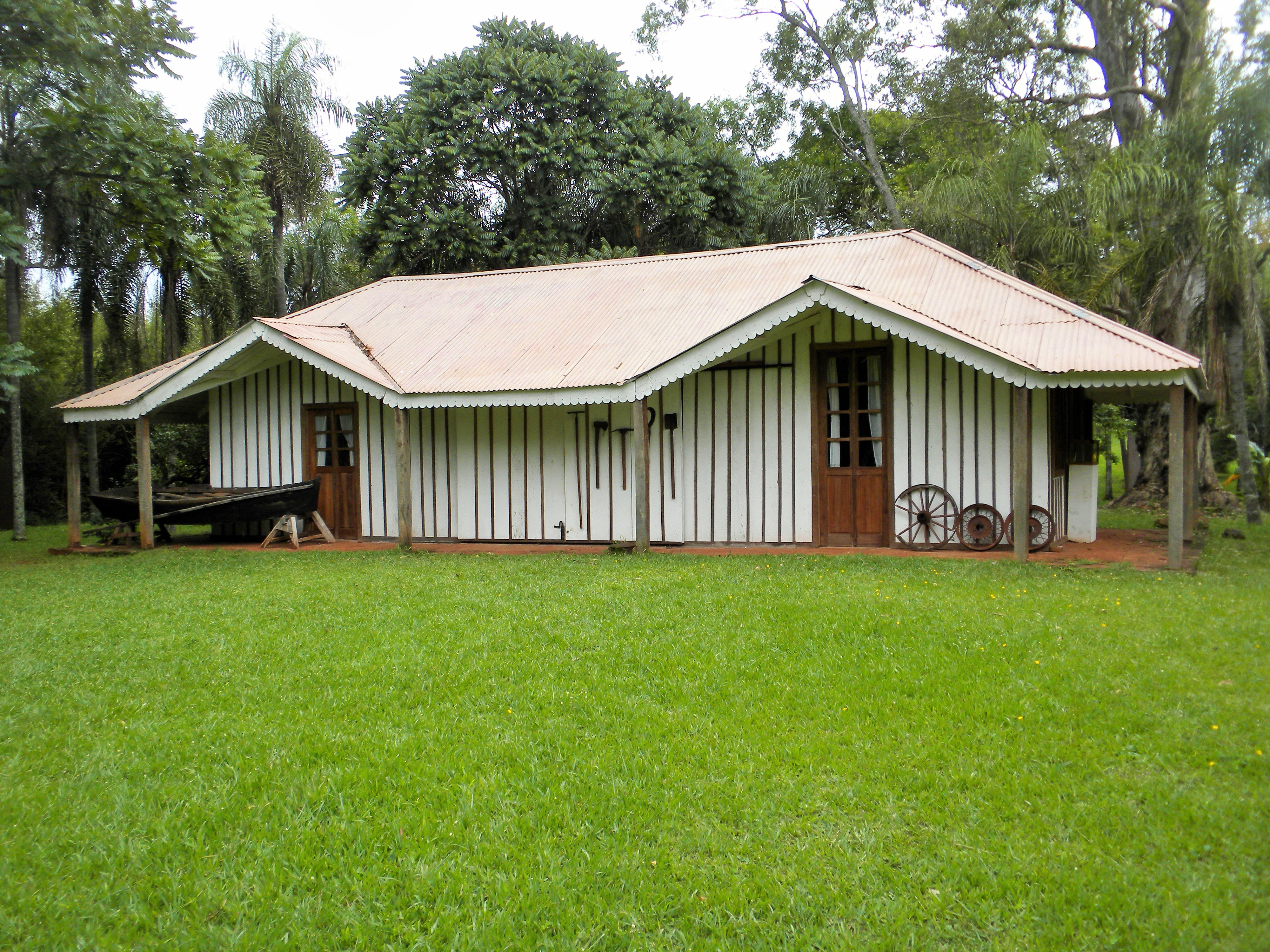
Huset i San Ignacio där Quiroga bodde, numera ett museum.

Såsom anhängare av den modernistiska skolan grundad av Rubén Darío samt en tvångsmässig läsare av Edgar Allan Poe och Guy de Maupassant, var Quiroga lockad av ämnen som omfattar naturens mest spännande aspekter - ofta färgat med fasa, sjukdom och mänskligt lidande. Många av hans berättelser tillhör denna genre, förkroppsligade i hans arbete ”Sagor om kärlek, om vanvett och död”.
Quiroga var också inspirerad av den brittiske författaren Rudyard Kipling (”Djungelboken”), som framgår av hans egna ”Berättelser från urskogen”, en förtrollande fantasiexercis uppdelad i flera berättelser som skildrar djur.
Hans ”Tio regler för den perfekta berättaren” riktad till unga författare, tillhandahåller vissa motsägelser gentemot hans eget arbete. Medan dekalogen basunerar ut kort och exakt stil - med hjälp av några adjektiv, naturlig och enkel formulering, samt klara uttryck – frångår Quiroga sina egna föreskrifter i många av sina egna historier. Dessa använder istället utsmyckat språk, många adjektiv och ett ibland braskande ordförråd.
När han ytterligare utvecklade sin speciella stil skapade Quiroga realistiska porträtt (ofta ångestfyllda och desperata) av den vilda naturen runt honom i Misiones: djungeln, floden, djurlivet, klimatet och terrängen bildar sceneriet där hans figurer agerar, lider, samt ofta dör. Särskilt i sina noveller beskriver Quiroga den tragedi som hemsöker regionens eländiga lantarbetare, alla dessas faror och lidanden, samt hur denna existentiella smärta vidareförs till kommande generationer. Han experimenterade också med många ämnen som ansågs tabu i samhället under nittonhundratalets början.

### Analys av verken
I sin första bok, ”Korallreven” - bestående av 18 dikter, 30 sidor poetisk prosa, och fyra noveller - visar Quiroga mest sin omogenhet och ungdomliga förvirring. Å andra sidan ger han en glimt av den modernistiska stil och de naturliga element som skulle prägla hans senare verk.
Hans två romaner: ”Historien om oroad kärlek” och ”Förgången kärlek” behandlar samma tema som präglat författarens personliga liv: kärleksaffärer mellan äldre män och tonårsflickor. I den första romanen uppdelar Quiroga handlingen i tre delar. I den första, blir en nioårig flicka kär i en äldre man. I den andra delen har åtta år förflutit; och mannen, som varsnat hennes tillgivenhet, börjar uppvakta henne. Den tredje delen är romanens nutid, där det har gått tio år sedan den unga flickan lämnade mannen. I ”Förgången kärlek” upprepar sig historien: en vuxen man återvänder till en plats efter åratals frånvaro och faller för en ung kvinna vilken han älskat som barn.
Då man känner till Quirogas personliga historia, företer de två romanerna vissa självbiografiska komponenter. Exempelvis är huvudpersonen i ”Historien om oroad kärlek” en flicka vid namn Eglé (namnet på Quirogas dotter, vars klasskamrat han senare gifte sig med). Även i dessa romaner finns en stor tonvikt på motstånd från flickornas föräldrar, avvisandet som Quiroga hade accepterat som en del av sitt liv och alltid mött.
Kritikerna gillade aldrig hans romaner och kallade även hans enda pjäs, ”De slaktade” för ett misstag. De ansåg novellerna vara hans mest yppersta verk; vissa menar att dessa har stimulerat alla latinamerikanska noveller efter honom. Detta är logiskt, eftersom Quiroga var först med att förfina novellens tekniska aspekter, outtröttligt polerande sin stil (varför han alltid återvänder till samma ämnen) för att närmast uppnå perfektion i sina sista verk.
Fastän klart påverkad av modernism, börjar han gradvis att få det dekadenta uruguayiska språket att beskriva naturen med minutiös precision. Men han gör klart att naturens relation till människan alltid är en konflikt. Förlust, skada, elände, misslyckanden, svält, död och djurattacker plågar Quirogas människofigurer. Naturen är fientlig, och segrar nästan alltid.
Quirogas morbida besatthet av plåga och död accepteras mycket lättare av figurerna än av läsaren. I berättartekniken som författaren använder, presenterar han hasardspelare, vana vid risker och fara; dessa spelar enligt tydliga och specifika regler. De vet bättre än att göra misstag, eftersom urskogen är oförsonlig, och misslyckande ofta innebär döden. Naturen är blind men rättvis, och attackerna mot jordbrukare eller fiskare (en svärm av arga bin, en alligator, en blodsugande parasit, etc.) är helt enkelt hinder i ett hemskt spel där människan försöker tillskansa sig egendom eller naturresurser (vilket även avspeglar Quirogas egna ansträngningar i livet), men naturen obevekligt vägrar släppa taget: en ojämn kamp som oftast slutar med mänsklig förlust, nedbrytning, död - eller helt enkelt besvikelse.
Quiroga (känslig, retlig, hängiven åt omöjlig kärlek, motarbetad i sina kommersiella företag men likväl mycket kreativ) vadade genom sitt tragiska liv. Naturens lidanden drev honom till att - med en noggrann observatörs ögon - konstruera berättande verk som kritiker kallar ”självbiografisk poesi”. Denna ”interna realism” (eller den ”organiska” naturen) i hans skrivande är måhända vad som skapat den oemotståndliga attraktion som Quiroga alltjämt utövar på läsarna.
En annan speciell egenskap är att han förebådade modernt ekologiskt tänkande, under en tid då sådant bör ha varit ovanligt. Quiroga menade uppenbart att allt i naturen har sin uppgift och bör behandlas respektfullt. Även djur som var allmänt hatade, eftersom människan hotades av dem. Författaren kunde således låta en orm bli berättelsens huvudperson, samt inkännande (närmast medmänskligt) skildra världen ur reptilens synvinkel. Följande citat, från första och andra kapitlen i Novellen Anaconda, beskriver exempelvis hur ormen Lanceolata känner fasa inför möten med människor:
"Ett omisskännligt ljud från en öppnad dörr nådde hennes öron. Ormen höjde huvudet, och medan ett klarnande ljus vid horisonten visade henne gryningens ankomst såg hon även en kuslig skugga. Den var hög, robust, och nalkades henne. Hon hörde fotstegen – det säkra fylliga dunkandet, enormt avlägset, som även på en mils avstånd röjde fienden. – Människan! viskade Lanceolata. Och blixtsnabbt rullade hon vaksamt samman. Skuggan var nu ovanför henne. En enorm fot föll ned vid hennes sida. Och yarará-ormen kastade huvudet emot den, för att sedan återta föregående ställning, med hela våldsamheten i ett anfall som gäller livet. Människan stannade till: ett slag verkade ha träffat stövlarna. Men en blick på snåren runtomkring, med orörliga fötter, visade ingenting; inget syntes i mörkret som knappt skingrats av dagbräckningens början, så människan fortsatte framåt… Under dagen som kom blev Lanceolatas främsta oro att hela ormfamiljen nu hotades av människans ankomst. Människa och förödelse är synonymer sedan urminnes tid inom hela djurriket. Särskilt för giftormar personifierades katastrofen genom tvenne fasor: huggkniven som röjde och förvandlade själva urskogen buk, och elden som ögonblickligen förintade djungeln, samt därmed även deras trygga nattläger."
Quiroga framstår här som ”ormarnas vän”, vilket bör ha varit en rentav ännu mer ovanlig inställning år 1921, då texten publicerades. Citatet belyser ett generellt drag i hans författarskap, då detta är som bäst. Urskogens alla livsformer, även människans fiender, bekämpar och förgör ständigt varandra – men ingen uppfattas som ond eller god, bara som aktörer i naturens obevekliga ordning.

## Horacio Quiroga och Sverige
I Sverige har Horacio Quiroga vanligen uppmärksammats i samband med att han litterärt odödliggjorde just Misiones, en sydamerikansk svenskbygd. Alltsedan prins Wilhelm gjorde sina landsmän medvetna om att ”Röda jordens svenskar” bodde där, har detta ännu något svenskspråkiga område emellanåt uppmärksammats av journalister och författare från Sverige, som då ibland även intresserat sig för Quirogas författarskap.
När kulturskribenten Martin Rogberg år 1944 reste till Argentina, besöktes således också detta område. Senare presenterade Rogberg utförligt Quiroga för svensk publik. Även översättning gjordes omsider av denne.

## Kuriosum
En sydamerikansk ormart, Apostolepis quirogai, har namngivits till hans ära, såsom ”ormarnas vän”.

## Valda verk
- Korallreven ( Los Arrecifes de coral, poesi, 1901)
- En annans brott (El crimen del otro, noveller, 1904)
- Kudden med fjädrar (El almohadón de plumas, novell, 1907)
- Historien om oroad kärlek (Historia de un amor turbio, roman, 1908)
- Sagor om kärlek, om vanvett och död (Cuentos de amor de locura y de muerte, noveller, 1917)
- Berättelser från urskogen (Cuentos de la selva, berättelser för barn, 1918)
- Vilden (El salvaje, noveller, 1920)
- De slaktade (Las sacrificadas, teaterdrama, 1920)
- Anaconda (noveller, 1921)
- Ödemarken (El desierto, noveller, 1924)
- Den halshuggna hönan och andra berättelser (La gallina degollada y otros cuentos, noveller, 1925)
- Exil (Los desterrados, noveller, 1926)
- Förgången kärlek (Pasado amor, roman, 1929)
- Födelsejorden (Suelo natal, läsebok för fjärde klass, 1931)
- Längre bort (El más allá, noveller, 1935)
- Smärtans säte (El Sillón del dolor, noveller, 1937)

### Svenska översättningar
- Skogsarbetarna (ur Cuentos de amor de locura y de muerte, 1917, översatt av Karin Alin, i Öhman, Berömda berättare), Stockholm 1948
- På drift (ur Cuentos de amor de locura y de muerte, 1917, översatt av Erik Gyberg, i antologin Latinamerikanska berättare) Stockholm 1963.
- Berättelser från urskogen (ur Cuentos de la selva 1918, översättning och efterord av Arne Lundgren), Lysekil, Fabian, 1988
- Den jättestora sköldpaddan (La tortuga gigante, ur Cuentos de la selva 1918, översatt av Gerd Malmsten, Uppsala, Folkets förlag, 1992)
- Den nakna papegojan (El loro pelado, ur Cuentos de la selva 1918, översatt av Gerd Malmsten, Uppsala, Folkets förlag, 1992)
- Den vilda unghästen (El potro salvaje, ur Cuentos de la selva 1918, översatt av Gerd Malmsten, Uppsala, Folkets förlag, 1992)
- Yacaréernas krig (ur Cuentos de la selva, 1918, översatt från spanskan av Anne Ekman, Göteborg, 1980)
- Immigranterna (ur El salvaje, 1920, anonym översättning publicerad i Arbetaren, häfte 23, 1968)
- Anaconda (1921, översättare Nils Nehlin) Uppsala pensionärsuniversitet, Folkets Förlag HB, 1992
- Vildmarken (El desierto, 1924, i Rosen från Cernobbio och andra latin-amerikanska noveller; översättning av Martin Rogberg) Sigtuna, Sigtuna bokhandel,1954
- Den halshuggna hönan (översättning Åsa Styrman, ur La gallina degollada y otros cuentos, 1925, Latinamerikansk berättarkonst, nittonhundratalsprosa i urval av Artur Lundkvist, Stockholm, Aldus/Bonnier,1964; även tryckt i Röster från Latinamerika - en antologi av Sergio Stuparich i samråd med Francisco J. Uriz, Stockholm, Litteraturfrämjandet,1986)
- Sonen (El hijo, ur Más allá, 1935, översättning Maria Cederroth, Lund, Karavan, 2018)

### Fotnoter
1. ↑  Tjeckiska nationalbibliotekets databas, NKC-ID: jn19990006772, läst: 30 augusti 2020.[källa från Wikidata]
2. 1 2  Uruguays nationalbiblioteks auktoritetsdata, Uruguays nationalbiblioteks auktoritets-ID: 000000188, läst: 7 april 2024.[källa från Wikidata]
3. ↑  hämtat från: engelskspråkiga Wikipedia.[källa från Wikidata]
4. ↑  Archive of Fine Arts, abART person-ID: 44250, läst: 1 april 2021.[källa från Wikidata]
5. ↑  Latin American Science Fiction Writers: An A-to-Z Guide, ISBN 978-0-313-30553-5.[källa från Wikidata]
6. ↑  Tjeckiska nationalbibliotekets databas, NKC-ID: jn19990006772, läst: 15 december 2022.[källa från Wikidata]
7. ↑  Tjeckiska nationalbibliotekets databas, NKC-ID: jn19990006772, läst: 1 mars 2022.[källa från Wikidata]
8. ↑  CONOR.Sl, CONOR.SI-ID: 27611491.[källa från Wikidata]
9. ↑  "Horacio-Quiroga". Encyclopædia Britannica på nätet.
10. ↑  Del George, Dana (2001). The supernatural in short fiction of the Americas: the other world in the New World, Greenwood Publishing Group. s. 81. ISBN 0-313-31939-1.
11. ↑  Chang-Rodriguez, R., och Filer, M. (1904). Voces de Hispaneoamérica, tercera edición, Boston: Heinle.
12. ↑  Brignol, José: Vida y Obra de Horacio Quiroga (1939, La Bolsa de los Libros, Montevideo), s. 211-213
13. ↑  Rodgers, Christy (2006). Quiroga, Kipling, and the Exotic Frontier: A Comparative Study Arkiverad 11 april 2009 hämtat från the Wayback Machine.. San Francisco State University.
14. ↑  Rogberg, Martin: Följ med till framtidslandet, Uppsala 1945, s. 131-162.
15. ↑  Rosen från Cernobbio och andra latin-amerikanska noveller; urval och förord av Martin Rogberg, Sigtuna, Sigtuna bokhandel,1954; Rogberg, Martin: Avstånden är deras landskap : sydamerikanska möten i böcker och liv, Stockholm, Natur o. kultur, 1964. Sistnämnda bok ägnar ett helt kapitel åt Horacio Quiroga.
16. ↑  Beolens, Bo. Watkins, Michael; Grayson, Michael (2011). Den EPONYM Dictionary of reptiler. Baltimore: Johns Hopkins University Press. xiii + 296 pp. ISBN 978-1-4214-0135-5. ("Quiroga", s. 214).